# Тосима (Кагосима)
Тосима (яп. 十島村 Тосима-мура) — село в Японии, находящееся в уезде Кагосима префектуры Кагосима. Площадь села составляет 101,36 км², население — 718 человек (1 августа 2014), плотность населения — 7,08 чел./км².

## Географическое положение
Село расположено на островах Токара в префектуре Кагосима региона Кюсю.

## Население
Население села составляет 718 человек (1 августа 2014), а плотность — 7,08 чел./км². Изменение численности населения с 1980 по 2005 годы:
| 1980 | 903 чел. |  |
| 1985 | 787 чел. |  |
| 1990 | 790 чел. |  |
| 1995 | 776 чел. |  |
| 2000 | 756 чел. |  |
| 2005 | 673 чел. |  |

## Символика
Деревом села считается Livistona chinensis, цветком — Rhododendron indicum, птицей — Erithacus komadori.